# Марич, Мирко
Ми́рко Ма́рич (хорв. Mirko Marić; род. 16 мая 1995 года, Груде, Босния и Герцеговина) — хорватский и боснийский футболист, нападающий итальянского клуба «Монца». В 2017 году сыграл два матча за сборную Хорватии.

## Клубная карьера
Марич — воспитанник клуба «Широки-Бриег». 20 октября 2012 года в матче против «Леотара» он дебютировал в чемпионате Боснии и Герцеговины. 3 ноября в поединке против «Травника» Мирко забил свой первый гол за «Широки-Бриег». В 2014 году Марич подписал семилетний контракт с загребским «Динамо», но сразу же для получения игровой практики был отдан в аренду обратно в «Широки-Бриег». В том же году Мирко был арендован клубом «Локомотива». 24 августа в матче против «Риеки» он дебютировал во чемпионате Хорватии. 19 октября в поединке против «Загреба» Марич забил свой первый гол за «Локомотива».
В начале 2017 года Мирко перешёл в венгерский «Видеотон». 18 февраля в матче против «Уйпешта» он дебютировал в чемпионате Венгрии. 22 апреля в поединке против МТК Марич забил свой первый гол за «Видеотон».
Летом 2017 года Мирко вернулся в Хорватию, подписав соглашение с клубом «Осиек». 9 сентября в матче против «Хайдука» он дебютировал за новую команду. 28 октября в поединке против своего бывшего клуба «Локомотива» Марич забил свой первый гол за «Осиек». В 2020 году Марко забил 20 мячей и вместе с Мийо Цакташем и Антонио Чолаком стал лучшим бомбардиром чемпионата. 
Летом 2020 года Марич перешёл в итальянскую «Монцу», подписав контракт на 5 лет. 25 сентября в матче против СПАЛа он дебютировал в итальянской Серии B. 21 ноября в поединке против «Порденоне» Мирко забил свой первый гол за «Монцу». Летом 2021 года Марич на правах аренды перешёл в «Кротоне». 22 августа в матче против «Комо» он дебютировал за новый клуб. 1 ноября в поединке против «Фрозиноне» Мирко забил свой первый гол за «Кротоне». 23 февраля 2022 года в матче против «Козенцы» он сделал хет-трик. 

## Международная карьера
Марич начинал выступать за юношеские сборные Боснии и Герцеговины, но потом принял решение выступать за Хорватию. 11 января 2017 года в товарищеском матче против сборной Чили он дебютировал за сборную Хорватии.

## Достижения
Индивидуальные
- Лучший бомбардир чемпионата Хорватии (20 голов) — 2019/2020